# AL Волос Вероники
AL Волос Вероники (лат. AL Comae Berenices) — карликовая новая*, двойная катаклизмическая переменная звезда типа SS Лебедя (UGSS) в созвездии Волос Вероники на расстоянии (вычисленном из значения параллакса) приблизительно 1848 световых лет (около 567 парсек) от Солнца. Видимая звёздная величина звезды — от +20m до +13m. Орбитальный период — около 0,05667 суток (1,3601 часа).

## Характеристики
Первый компонент — аккрецирующий белый карлик спектрального класса pec(UG). Эффективная температура — около 12000 K.
Второй компонент — коричневый карлик. Масса — менее 0,04 солнечной*.